# Institut pontifical Jean-Paul-II
L'Institut pontifical Jean-Paul II d'études sur le mariage et la famille (en latin : Pontificium Institutum Joannes Paulus II Studiorum Matrimonii ac Familiae) est un collège de l'Église catholique à Rome.

## Historique
L'institut a été fondé en 1981 par le pape Jean-Paul II. Il dépend d'un point de vue organisationnel de l'université pontificale du Latran. Cependant, l'Institut est indépendant dans la délivrance de ses diplômes de licence en théologie, de doctorat et de maîtrise dans le domaine du mariage et de la famille avec une spécialisation en bioéthique.
L'institut publie la revue Anthropotes.
En août 2019, le pape François approuve les nouveaux statuts de l'Institut. Cette approbabtion déclenche un certain nombre de polémiques, notamment parce que le corps professoral est modifié en profondeur, et que la théologie du corps, chère à Jean-Paul II, est abandonnée,.

## Sections internationales
L'institut a des sections sur tous les continents :
- Rome, auprès de l'université pontificale du Latran (siège)
- Washington, auprès de l'université catholique d'Amérique
- Cotonou, Bénin
- Salvador de Bahia, Brésil
- Thuruthy, Changanassery, Kerala, Inde
- Mexico, Mexique
- Guadalajara, Mexique
- Monterrey, Mexique
- Leon, Guanajuato, Mexique
- Valence, Espagne
- Melbourne, Australie

## Autorité académique
L'institut est une institution pontificale, régie directement par la hiérarchie de l'Église catholique. Elle a à sa tête un grand chancelier et un président. 
Selon les statuts de l'Institut, le grand chancelier est le cardinal-vicaire du diocèse de Rome. Mais, par dérogation à ces statuts, François nomme à ce poste Vincenzo Paglia, également président de l'académie pontificale pour la vie le 15 août 2016.
Jusqu'en 2006, le recteur de l'université pontificale du Latran était, ès qualités, président de l'Institut. Benoît XVI lui a donné une autonomie complète (même si son siège demeure à l'université du Latran) en dissociant ces deux fonctions.
Chaque section internationale est régie par un vice-chancelier qui est l'évêque du diocèse dans lequel elle est établie et par son vice-président, nommé parmi les professeurs.

### Liste des grands chanceliers
- Ugo Poletti (1981 - 1991), cardinal-vicaire
- Camillo Ruini (1991 - 2008), cardinal-vicaire
- Agostino Vallini (2008 - 2016), cardinal-vicaire
- Vincenzo Paglia (2016 - 2025), président de l'académie pontificale pour la vie
- Baldassare Reina (depuis 2025), cardinal-vicaire

### Liste des présidents
- Carlo Caffarra (1981-1995), recteur de l'université pontificale du Latran
- Angelo Scola (1995-2002), recteur de l'université pontificale du Latran
- Rino Fisichella (2002-2006), recteur de l'université pontificale du Latran
- Livio Melina (2006–2016)
- Pierangelo Sequeri (2016 - 2021), président de la faculté de théologie d'Italie septentrionale à Milan
- Philippe Bordeyne, depuis le 1er septembre 2021[3]